# Südlicher Nationalpark
Der Südliche Nationalpark (englisch Southern National Park) ist ein Nationalpark im Südsudan.

## Lage und Charakteristik
Der Südliche Nationalpark liegt im Südwesten des Südsudan auf einer Meereshöhe von 800 m bis 1000 m. Er ist ein Schutzgebiet der IUCN-Kategorie II (National Park) und steht unter der Verwaltung des staatlichen South Sudan National Wildlife Service (SSWS). Das 22.800 km² große Nationalparkareal ist fast deckungsgleich mit einer 23.000 km² großen Important Bird Area.
Der Nationalpark wird im Westen vom Fluss Sue und im Osten vom Fluss Gel begrenzt. Durch das Zentrum des Gebiets verläuft der Fluss Tonj. Die drei Gewässer fließen parallel zueinander nordwärts durch eine sanft gewellte Landschaft. Die Böden bestehen großteils aus hartem weißlichem Ton. Alluvialböden bilden Hügel wie den Jabel Angeleri und den Jabel Yarra. Das Areal ist wenig besiedelt. Größere Städte in der Umgebung sind Wau im Norden und Bor im Osten.
Die Regenzeit dauert neun Monate im Süden und etwas kürzer in den nördlichen Teilen des Nationalparks. Der wärmste Monat ist der März und der kühlste Monat der August. Die Vegetation ist von Savannenwäldern geprägt. Die Dichte des Baumbestands – vor allem Laubbäume – variiert. Im Norden sind eher hohe Gräser vorherrschend.

## Fauna
Der Nationalpark weist eine vielfältige Tierwelt auf. Zu den hier beobachteten Säugetierarten zählen:
- Afrikanischer Elefant (Loxodonta africana)
- Afrikanischer Wildhund (Lycaon pictus)
- Defassa-Wasserbock (Kobus defassa)
- Giraffe (Giraffa camelopardalis)
- Kaffernbüffel (Syncerus caffer)
- Leierantilope (Damaliscus lunatus)
- Löwe (Panthera leo)
- Pferdeantilope (Hippotragus equinus)
- Riedbock (Redunca redunca)
- Riesen-Elenantilope (Taurotragus derbianus)
- Rotflankenducker (Cephalophus rufilatus)
- Senegal-Grasantilope (Kobus kob)
- Sitatunga (Tragelaphus spekii)[5]

Es kommen folgende Vogelarten vor:
- Braunwangenmahali (Plocepasser superciliosus)
- Buschsteinsperling (Gymnoris dentata)
- Erzglanzstar (Lamprotornis chalcurus)
- Fuchsfalke (Falco alopex)
- Fuchszistensänger (Cisticola troglodytes)
- Gelbschnabelfrankolin (Francolinus icterorhynchus)
- Gelbschnabelwürger (Corvinella corvina)
- Grauastrild (Estrilda troglodytes)
- Grünstirnspint (Merops bulocki)
- Heuglinweber (Ploceus heuglini)
- Piapia (Ptilostomus afer)
- Schwarzbrust-Furchenschnabel (Lybius rolleti)
- Sonnenlerche (Galerida modesta)
- Weißhaubenturako (Tauraco leucolophus)
- Weißstirn-Steinschmätzer (Oenanthe albifrons)[3]

Der Südliche Nationalpark ist außerdem ein Lebensraum des Nilkrokodils (Crocodylus niloticus). Tsetsefliegen sind weit verbreitet.

## Geschichte
Das Schutzgebiet besteht seit dem Jahr 1939 und ist der älteste der Nationalparks im Südsudan. Der zweitälteste, der Nimule-Nationalpark, wurde 1954 gegründet. Der Südliche Nationalpark wurde während des von 1955 bis 1972 dauernden ersten Sezessionskriegs im Südsudan in Mitleidenschaft gezogen. Im Jahr 1981 wurde ein Managementplan für den Park erstellt, jedoch nicht umgesetzt. Aus dem Norden kommende Wilderer jagten seit den 1980er Jahren alljährlich mit automatischen Gewehren im Schutzgebiet und fügten der Tierwelt erheblichen Schaden zu. Zudem entwickelten sich unkontrollierte Feuer zu einem Problem.